# Łeba
Łeba (Duits: Leba) is een stad in het Poolse woiwodschap Pommeren, gelegen in de powiat Lęborski. De oppervlakte bedraagt 14,8 km², het inwonertal 3857 (2005).

## Verkeer en vervoer
- Station Łeba

|  |  |